# Stanley Abbey
Stanley Abbey (Stanlegia imperiatricis) ist eine ehemalige Zisterzienserabtei in England. Das Kloster lag in Stanley der Grafschaft Wiltshire auf der Südseite des Marden Valley im Pewsham Forest, rund 2 km südsüdwestlich von Loxwell und 1 km nördlich der Straße von Calne nach Chippenham.

## Geschichte
Im Jahr 1151 stifteten die Kaiserin Mathilde und ihr Kammerherr Drogo den Mönchen von Quarr Abbey in Loxham im Pewsham Forest westlich der Straße von Chippenham nach Devizes ein Gelände zur Gründung eines Tochterklosters. Das Kloster wurde von Anfang an mit englischen Mönchen besetzt. Bald erfolgten mehrere weitere Stiftungen, u. a. von Hugh de Plugenet und von König Heinrich II., die 1363 zum Teil verkauft werden mussten, um Schulden begleichen zu können. Das Kloster wurde zunächst als St. Mary of Drownfont (oder Downfront) bezeichnet. 1154 wurde es nach Stanley verlegt, wohin das Wasser vom ersten Standort geleitet wurde. Als Tochterkloster von Quarr gehörte Stanley Abbey über Kloster Savigny der Filiation der Primarabtei Clairvaux an. Es errichtete um 1204 ein Tochterkloster (Duiske Abbey, auch Graiguenamanagh Abbey) in Irland. Der Abt Stephen of Lexinton wurde 1228 zur Lösung der Verschwörung von Mellifont tätig. Zu Beginn des 13. Jahrhunderts wurde ein Teil der Kronjuwelen in Stanley verwahrt. Nach 1200 wurden die unmittelbar nach der Verlegung nach Stanley errichteten Klostergebäude (wohl mit Ausnahme des Westflügels) erneuert, der Neubau wurde 1247 bezogen. Die neue Kirche wurde 1266 geweiht, nachdem die alte 1212 bei einem Brand zerstört worden war. Das Kloster besaß mehrere Grangien, die zunächst von Konversen betrieben wurden, später aber von Bauern. Das Kloster wurde 1321 während des Despenser War von den Rebellen überfallen und geplündert. Im Valor Ecclesiasticus wurde das Jahreseinkommen auf 222 Pfund geschätzt. Der letzte Abt vor der Auflösung war Thomas Calne. Bei seiner Auflösung zählte das Kloster neun Mönche und einen Novizen. Im Februar 1536 wurde das Kloster mit den kleineren Klöstern von der Krone eingezogen. Die Anlage wurde von Sir Edward Baynton erworben.

## Anlage und Bauten
Nach der Auflösung des Klosters wurde die Anlage bald komplett abgebrochen. Über Grund haben sich keine Reste erhalten. 1860 wurde eine (inzwischen außer Betrieb gestellte) Eisenbahnlinie durch das Kloster gelegt. Ausgrabungen im Jahr 1909 haben den Plan der Klosteranlage erkennen lassen: dreischiffige Kirche in Form eines lateinischen Kreuzes, Querhaus mit je zwei Seitenkapellen an den Ostseiten, dreischiffiger Rechteckchor. Die Klausur lag im Norden (links) von der Kirche. Der Konversenbau im Westen war durch eine Klostergasse vom Kreuzgang abgetrennt. Der Kapitelsaal war dreischiffig zu sechs Jochen. Auch wurden Bodenfliesen freigelegt, die inzwischen aber verschwunden sind.